# Orzecznictwo Sądów Polskich
Orzecznictwo Sądów Polskich (OSP), w latach 1957–1990 pn. „Orzecznictwo Sądów Polskich i Komisji Arbitrażowych” (OSPiKA) – miesięcznik prawniczy, wydawany w latach 1921–1939 i od 1957 roku, publikujący wybrane orzecznictwo sądowe (obecnie: Sądu Najwyższego, sądów apelacyjnych, Naczelnego Sądu Administracyjnego i wojewódzkich sądów administracyjnych; w przeszłości także: Najwyższego Trybunału Administracyjnego, Trybunału Kompetencyjnego, Najwyższego Sądu Wojskowego, Trybunału Ubezpieczeń Społecznych i Głównej Komisji Arbitrażowej) z glosami (komentarzami) przedstawicieli doktryny prawa i praktyków.
Pismo znajduje się w części „B” wykazu czasopism punktowanych Ministerstwa Nauki i Szkolnictwa Wyższego (5 punktów za publikację).
W okresie międzywojennym wydawane nakładem Księgarni F. Hoesicka. Od 1957 roku stanowi organ Instytutu Państwa i Prawa (obecnie: Instytutu Nauk Prawnych) Polskiej Akademii Nauk. Aktualnie pismo wydaje amerykański koncern informacji prawnej LexisNexis.

## Redaktorzy naczelni
- Witold Czachórski (1957–1995)
- Zbigniew Radwański (1996–2012)
- Maksymilian Pazdan (od 2012)